# Gens Ulpia

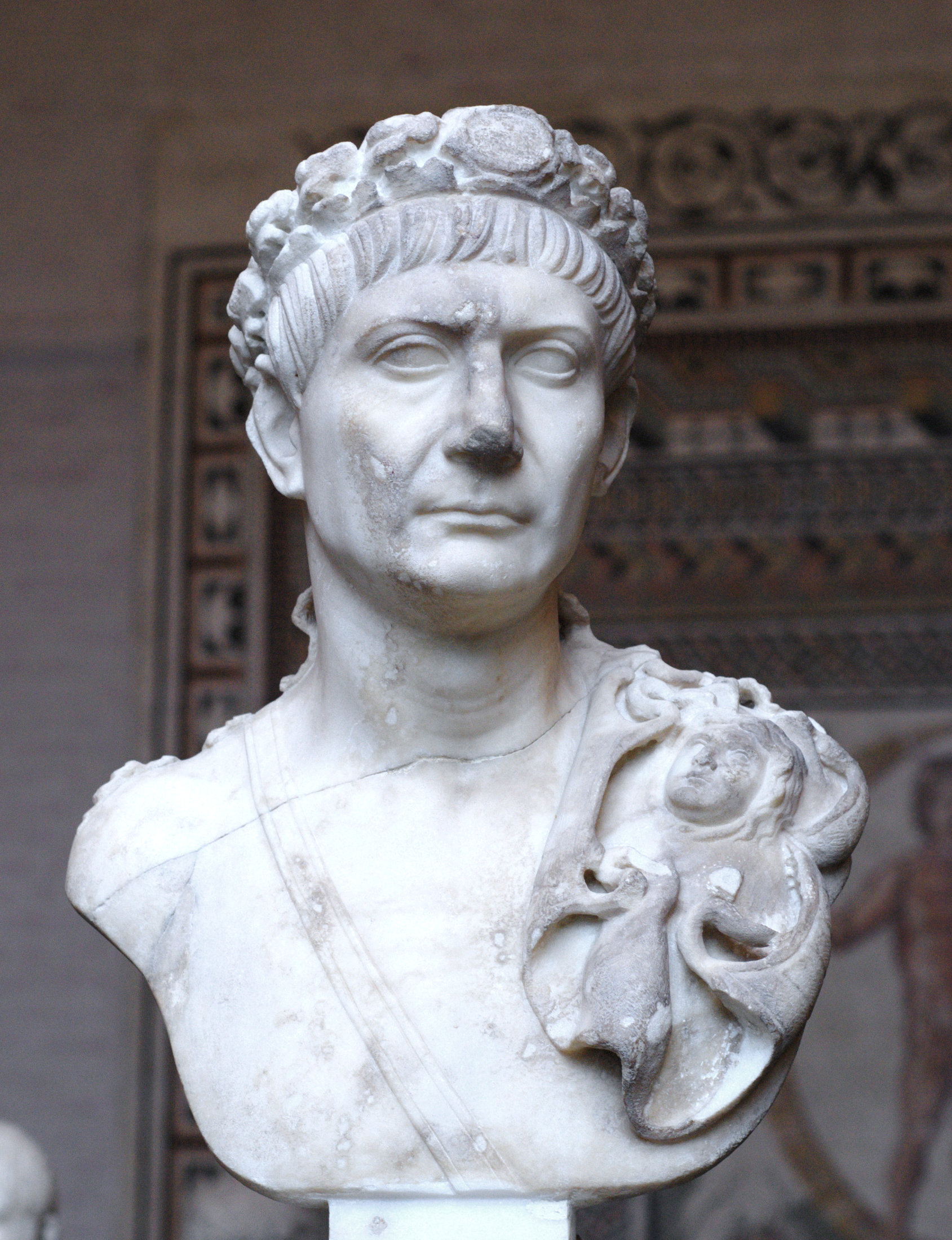
M. Ulpius Trajanus Glyptothek, Múnich

La gens Ulpia fue una familia de la Antigua Roma que alcanzó prominencia durante el siglo I d. C. La gens es más conocida desde el emperador Marcus Ulpius Trajanus, quien gobernó de 98 a 117.  La Legio XXX Ulpia Victrix tomó su nombre, Ulpia, en su honor.

## Origen de la gens
Los antepasados de los Ulpii fueron colonizadores romanos en Hispania. Poco es sabido de ellos, excepto que estuvieron conectados con una familia de la Gens Aelia, que también se había asentado en Hispania; la tía de Trajano fue abuela del emperador Adriano. Según un relato, los Ulpii era originalmente de Todi, en el norte de Umbría, donde de hecho hay evidencia de una familia de este nombre. El nombre mismo puede ser derivado de un cognado umbro de la palabra latina lupus, que significa "lobo."